# Ferdinand (Idaho)
Ferdinand – miasto w Stanach Zjednoczonych, w stanie Idaho, w hrabstwie Idaho.